# Nema problema (film 1984)
Nema Problema è un film del 1984 diretto da Mića Milošević. Primo film della cantante di musica folk Lepa Brena da protagonista, ha dato inizio alla serie Hajde da se volimo. 
Il titolo del film è diventato un modo giovanile per dire "non c'è problema" in molti paesi del blocco comunista in quel periodo.

## Trama
Il manager di un'azienda (interpretato da Nikola Simić) si mette nei guai quando non può pagare i suoi dipendenti. Miliardi sono stati spesi per uno stadio di calcio che ora è vuoto e la banca non ha approvato richieste di credito per investimenti apparentemente insignificanti. Forse lo stadio si riempirà durante un concerto di una popolare cantante, Lepa Brena (nel ruolo di sé stessa). 